# ارتخشاشا الرابع
ارتخشاشا الرابع أو ارسيس ويعرف أيضا باسمه الملكي أردشير الرابع (بالفارسية القديمة:𐎠𐎼𐎫𐎧𐏁𐏂) هو ملك ملوك بلاد فارس من سنة 338 ق.م حتى وفاته سنة 336 ق.م وفرعون مصر الثاني من الأسرة المصرية الحادية والثلاثون وهو ابن أردشير الثالث.

## حياته
بعد اغتيال والده من طرف وزيره المقرب باغوس (بالفارسية القديمة:𐎲𐎦𐎡)، نصب هذا الأخير أرسيس أصغر أبناء أردشير خلفا لأبيه في محاولة لحكم البلاد من خلاله. ذلك لم يدم طويلا اذ سرعان ما استشعر أرسيس الخطر الذي يمثله باغوس على حكمه فحاول تسميمه لكن محاولته فشلت، ليدبر له باغوس مؤامرة ناجحة لاغتياله عن طريق تسميمه هو وأبنائه لينصب بعده ابن عمه دارا الثالث مكانه.

## بعد وفاته
كان من نتائج اضطراب الأوضاع السياسية خسارة الامبراطورية الفارسية في معركة خيرونيا ضد مقدونيا بقيادة الملك فيليب الثاني المقدوني الذي دعى الاغريقيين للاتحاد تحت قيادته لمواجهة الخطر الفارسي فيما عرف بالرابطة الهيلينية، فيما بعد سيخلفه ابنه الإسكندر على رأس الرابطة لتبدأ حروب الإسكندر الأكبر ونهاية الإمبراطورية الفارسية.

## وصلات خارجية
- من سايروس إلى ألكسندر: تاريخ الإمبراطورية الفارسية لبيير بريانت